# Docile
『Docile』（ドシル）は、谷村有美の6枚目のオリジナル・アルバム。1992年12月12日にSony Recordsから発売された。

## 概要
- 前作『愛は元気です。』からベストアルバム・ミニ・アルバムを挟み、オリジナル・アルバムは1年7ヶ月ぶり。
- 初盤は三方背BOXパッケージ。
- 6月に発売された先行シングル「ときめきをBelieve」を除く、9曲の作曲を谷村が手掛けた。
- 編曲に以前の作品でコラボした大村雅朗・西脇辰弥に加え、新たに清水信之・亀田誠治を迎えた。
- 作詞にはミニ・アルバムに続いて白峰美津子が参加。他に鮎川めぐみ、一色そらん、石川あゆ子、坂田和子が新たに本作で参加。

## 収録曲
| #         | タイトル                 | 作詞       | 作曲       | 編曲       | 時間  |
| --------- | ------------------------ | ---------- | ---------- | ---------- | ----- |
| 1.        | 「ありふれた朝」         | 谷村有美   | 谷村有美   | 大村雅朗   | 4:33  |
| 2.        | 「いちばん大好きだった」 | 鮎川めぐみ | 谷村有美   | 清水信之   | 4:43  |
| 3.        | 「たいくつな午後」       | 谷村有美   | 谷村有美   | 清水信之   | 5:15  |
| 4.        | 「空からの贈り物」       | 白峰美津子 | 谷村有美   | 大村雅朗   | 5:35  |
| 5.        | 「猫になりたい」         | 谷村有美   | 谷村有美   | 西脇辰弥   | 4:49  |
| 6.        | 「この夜に」             | 一色そらん | 谷村有美   | 亀田誠治   | 5:22  |
| 7.        | 「ほんとの私」           | 神沢礼江   | 谷村有美   | 亀田誠治   | 5:42  |
| 8.        | 「愛する勇気」           | 谷村有美   | 谷村有美   | 大村雅朗   | 5:38  |
| 9.        | 「フリージアと後悔」     | 石川あゆ子 | 谷村有美   | 清水信之   | 4:27  |
| 10.       | 「ときめきをBelieve」    | 坂田和子   | 崎谷健次郎 | 崎谷健次郎 | 4:19  |
| 合計時間: | 合計時間:                | 合計時間:  | 合計時間:  | 合計時間:  | 50:23 |

## 参加ミュージシャン
| ありふれた朝 - Synthesizer Operation：石川鉄男 - Keyboards：西本明 - E.Guitar：松原正樹 - Sax：小池修 いちばん大好きだった - Synthesizer Programming＆Keyboards：清水信之 - Synthesizer Operation：田端元 - Background Vocal＆Chorus：谷村有美 たいくつな午後 - Synthesizer Programming＆Keyboards：清水信之 - Synthesizer Operation：田端元 - Background Vocal＆Chorus：谷村有美 空からの贈り物 - Synthesizer Operation：松武秀樹・迫田到 - Keyboards：西本明 - E.Bass：美久月千晴 - E.Guitar：松原正樹 - A.Guitar：小倉博和 - Background Vocal＆Chorus：谷村有美 猫になりたい - Synthesizer Programming＆Keyboards：西脇辰弥 - Guitars：梶原順 - L.Percussions：木村誠 - Background Vocal＆Chorus：谷村有美 | この夜に - Synclavier Operation：武新吾 - Keyboards：上杉洋史 - Drums＆Percussion：江口信夫 - E.Guitar：渡辺格 - A.Guitar：笛吹利明 - Sax：本田雅人 ほんとの私 - Synclavier Operation：武新吾 - Keyboards：上杉洋史 - Drums＆Percussion：江口信夫 - E.Guitar：渡辺格 - A.Guitar：笛吹利明 - Sax：本田雅人 - Background Vocal＆Chorus：谷村有美 愛する勇気 - Synthesizer Operation：石川鉄男 - Keyboards：西本明 - E.Guitar：松原正樹 - Sax：小池修 フリージアと後悔 - Synthesizer Programming＆Keyboards：清水信之 - Synthesizer Operation：田端元・谷村有美 ときめきをBelieve - Synthesizer Programming＆Keyboards：崎谷健次郎 - Synthesizer Operation：北城浩志 - E.Guitar：渡辺格 - Chorus：谷村有美・崎谷健次郎 |